# 産業用ロボットへの教示等作業者
産業用ロボットへの教示等作業者（さんぎょうようロボットへのきょうじとうさぎょうしゃ）とは、産業用ロボットの教示等の業務に係る特別教育を修了した者。

## 概要
- 産業用ロボットの可動範囲内において当該産業用ロボットについて行うマニプレータの動作の順序、位置若しくは速度の設定、変更若しくは確認又は産業用ロボットの可動範囲内において当該産業用ロボットについて教示等を行う労働者と共同して当該産業用ロボットの可動範囲外において行う当該教示等に係る機器の操作の業務

## 受講資格
- 満18歳以上

## 特別教育
- 各講習機関により違う。
- 告示で規定された履修時間は10時間（以上）となっている。
- 特定指定校において一定以上の学業を修め、学内においての受講に限り、実技免除がある。

### 講習科目
- 学科（7時間）

1. 産業用ロボットに関する知識（2時間）
2. 産業用ロボットの教示等の作業にする知識（4時間）
3. 関係法令（1時間）

- 実技（3時間）

1. 産業用ロボットの操作の方法（1時間）
2. 産業用ロボットの教示等の作業の方法（2時間）